# Caserío Katxola

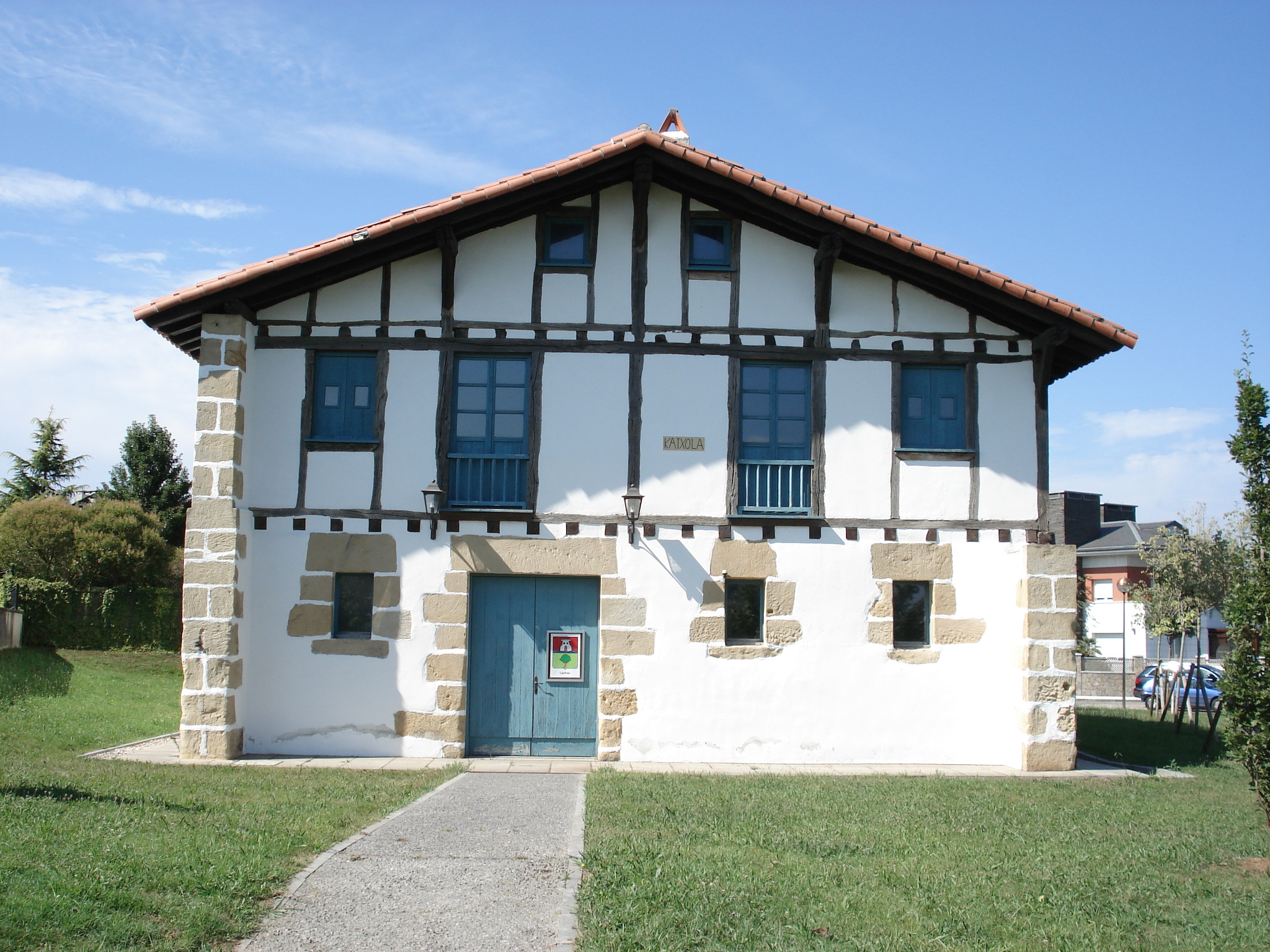
Fachada delantera del Caserío Katxola.

El caserío Katxola berri está ubicado en el Paseo de Oriamendi, en el Barrio de Ayete del municipio de San Sebastián (Guipúzcoa, España) y es uno de los escasos supervivientes del caserío-lagar barroco. Este tipo de caserío, instalación familiar para la producción de sidra, presenta un diseño adaptado a su peculiar especialización productiva. Se trata, por tanto, de una construcción de gran originalidad tipológica.
Es un edificio de planta rectangular con dos alturas y bajocubierta, y cubierta a dos aguas con caballete perpendicular a fachada principal. 
Se apareja en mampostería enfoscada en fachadas laterales, trasera y planta baja de fachada principal. La parte superior de esta última se resuelve mediante entramado de madera vista y ladrillo; y se emplea sillería en esquinazos, vanos y espolones.
La fachada principal, enmarcada por los espolones, presenta cuatro ejes de vanos. En planta baja el acceso adintelado descentrado respecto al eje de fachada y tres vanos adintelados, todos ellos recercados en sillar. En primera planta en los ejes centrales presenta balcones antepechados y en los extremos ventanas adinteladas con repisa de madera. En la parte superior existen dos huecos cuadrados de ventilación.

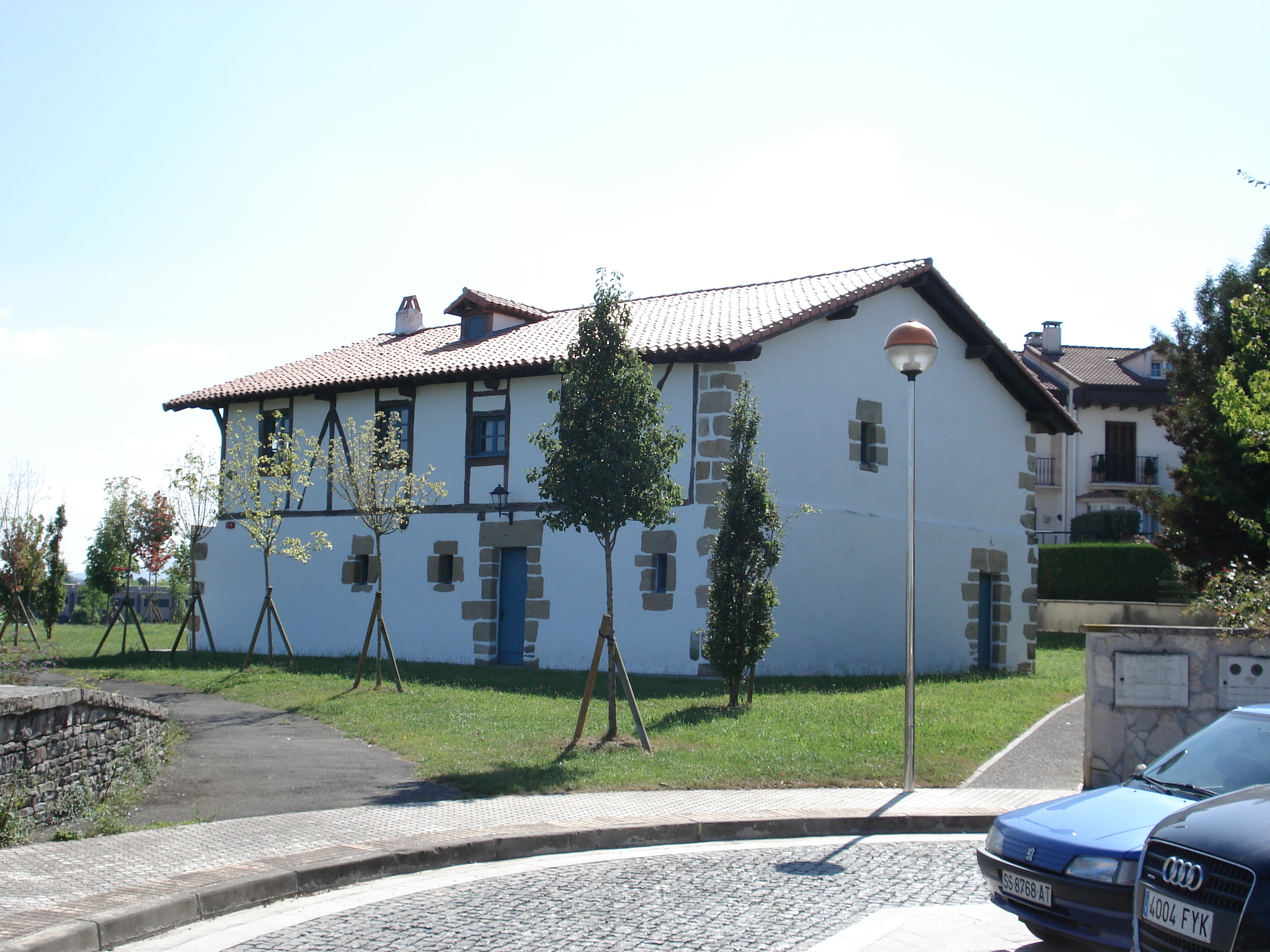
Vista trasera del Caserío Katxola.

La distribución estructural del edificio responde al modelo tradicional con su mitad delantera dedicada a funciones residenciales, y la trasera a dependencias e instalaciones relacionadas con la actividad agropecuaria. Precisamente, el elemento fundamental definidor del edificio es el lagar ubicado en la parte posterior de la planta primera. Se trata de una presa rectangular rehundida en el suelo y con forjado de gruesas vigas.
El caserío Katxola fue restaurado y trasladado de su ubicación original a una cercana a finales de la década de 1990; y actualmente se utiliza como casa de cultura. Además ha dado su nombre a una calle vecina.